# 1474
Portal Geschichte | Portal Biografien | Aktuelle Ereignisse | Jahreskalender | Tagesartikel

◄ |
14. Jahrhundert |
15. Jahrhundert
| 16. Jahrhundert | ►

◄ |
1440er |
1450er |
1460er |
1470er
| 1480er | 1490er | 1500er | ►

◄◄ |
◄ |
1470 |
1471 |
1472 |
1473 |
1474
| 1475 | 1476 | 1477 | 1478 | ► | ►►
Staatsoberhäupter  · Nekrolog
| Januar | Januar | Januar | Januar | Januar | Januar | Januar | Januar |
| Kw     | Mo     | Di     | Mi     | Do     | Fr     | Sa     | So     |
| ------ | ------ | ------ | ------ | ------ | ------ | ------ | ------ |
| 52     |        |        |        |        |        | 1      | 2      |
| 1      | 3      | 4      | 5      | 6      | 7      | 8      | 9      |
| 2      | 10     | 11     | 12     | 13     | 14     | 15     | 16     |
| 3      | 17     | 18     | 19     | 20     | 21     | 22     | 23     |
| 4      | 24     | 25     | 26     | 27     | 28     | 29     | 30     |
| 5      | 31     |        |        |        |        |        |        |

| Februar | Februar | Februar | Februar | Februar | Februar | Februar | Februar |
| Kw      | Mo      | Di      | Mi      | Do      | Fr      | Sa      | So      |
| ------- | ------- | ------- | ------- | ------- | ------- | ------- | ------- |
| 5       |         | 1       | 2       | 3       | 4       | 5       | 6       |
| 6       | 7       | 8       | 9       | 10      | 11      | 12      | 13      |
| 7       | 14      | 15      | 16      | 17      | 18      | 19      | 20      |
| 8       | 21      | 22      | 23      | 24      | 25      | 26      | 27      |
| 9       | 28      |         |         |         |         |         |         |

| März | März | März | März | März | März | März | März |
| Kw   | Mo   | Di   | Mi   | Do   | Fr   | Sa   | So   |
| ---- | ---- | ---- | ---- | ---- | ---- | ---- | ---- |
| 9    |      | 1    | 2    | 3    | 4    | 5    | 6    |
| 10   | 7    | 8    | 9    | 10   | 11   | 12   | 13   |
| 11   | 14   | 15   | 16   | 17   | 18   | 19   | 20   |
| 12   | 21   | 22   | 23   | 24   | 25   | 26   | 27   |
| 13   | 28   | 29   | 30   | 31   |      |      |      |

| April | April | April | April | April | April | April | April |
| Kw    | Mo    | Di    | Mi    | Do    | Fr    | Sa    | So    |
| ----- | ----- | ----- | ----- | ----- | ----- | ----- | ----- |
| 13    |       |       |       |       | 1     | 2     | 3     |
| 14    | 4     | 5     | 6     | 7     | 8     | 9     | 10    |
| 15    | 11    | 12    | 13    | 14    | 15    | 16    | 17    |
| 16    | 18    | 19    | 20    | 21    | 22    | 23    | 24    |
| 17    | 25    | 26    | 27    | 28    | 29    | 30    |       |

| Mai | Mai | Mai | Mai | Mai | Mai | Mai | Mai |
| Kw  | Mo  | Di  | Mi  | Do  | Fr  | Sa  | So  |
| --- | --- | --- | --- | --- | --- | --- | --- |
| 17  |     |     |     |     |     |     | 1   |
| 18  | 2   | 3   | 4   | 5   | 6   | 7   | 8   |
| 19  | 9   | 10  | 11  | 12  | 13  | 14  | 15  |
| 20  | 16  | 17  | 18  | 19  | 20  | 21  | 22  |
| 21  | 23  | 24  | 25  | 26  | 27  | 28  | 29  |
| 22  | 30  | 31  |     |     |     |     |     |

| Juni | Juni | Juni | Juni | Juni | Juni | Juni | Juni |
| Kw   | Mo   | Di   | Mi   | Do   | Fr   | Sa   | So   |
| ---- | ---- | ---- | ---- | ---- | ---- | ---- | ---- |
| 22   |      |      | 1    | 2    | 3    | 4    | 5    |
| 23   | 6    | 7    | 8    | 9    | 10   | 11   | 12   |
| 24   | 13   | 14   | 15   | 16   | 17   | 18   | 19   |
| 25   | 20   | 21   | 22   | 23   | 24   | 25   | 26   |
| 26   | 27   | 28   | 29   | 30   |      |      |      |

| Juli | Juli | Juli | Juli | Juli | Juli | Juli | Juli |
| Kw   | Mo   | Di   | Mi   | Do   | Fr   | Sa   | So   |
| ---- | ---- | ---- | ---- | ---- | ---- | ---- | ---- |
| 26   |      |      |      |      | 1    | 2    | 3    |
| 27   | 4    | 5    | 6    | 7    | 8    | 9    | 10   |
| 28   | 11   | 12   | 13   | 14   | 15   | 16   | 17   |
| 29   | 18   | 19   | 20   | 21   | 22   | 23   | 24   |
| 30   | 25   | 26   | 27   | 28   | 29   | 30   | 31   |

| August | August | August | August | August | August | August | August |
| Kw     | Mo     | Di     | Mi     | Do     | Fr     | Sa     | So     |
| ------ | ------ | ------ | ------ | ------ | ------ | ------ | ------ |
| 31     | 1      | 2      | 3      | 4      | 5      | 6      | 7      |
| 32     | 8      | 9      | 10     | 11     | 12     | 13     | 14     |
| 33     | 15     | 16     | 17     | 18     | 19     | 20     | 21     |
| 34     | 22     | 23     | 24     | 25     | 26     | 27     | 28     |
| 35     | 29     | 30     | 31     |        |        |        |        |

| September | September | September | September | September | September | September | September |
| Kw        | Mo        | Di        | Mi        | Do        | Fr        | Sa        | So        |
| --------- | --------- | --------- | --------- | --------- | --------- | --------- | --------- |
| 35        |           |           |           | 1         | 2         | 3         | 4         |
| 36        | 5         | 6         | 7         | 8         | 9         | 10        | 11        |
| 37        | 12        | 13        | 14        | 15        | 16        | 17        | 18        |
| 38        | 19        | 20        | 21        | 22        | 23        | 24        | 25        |
| 39        | 26        | 27        | 28        | 29        | 30        |           |           |

| Oktober | Oktober | Oktober | Oktober | Oktober | Oktober | Oktober | Oktober |
| Kw      | Mo      | Di      | Mi      | Do      | Fr      | Sa      | So      |
| ------- | ------- | ------- | ------- | ------- | ------- | ------- | ------- |
| 39      |         |         |         |         |         | 1       | 2       |
| 40      | 3       | 4       | 5       | 6       | 7       | 8       | 9       |
| 41      | 10      | 11      | 12      | 13      | 14      | 15      | 16      |
| 42      | 17      | 18      | 19      | 20      | 21      | 22      | 23      |
| 43      | 24      | 25      | 26      | 27      | 28      | 29      | 30      |
| 44      | 31      |         |         |         |         |         |         |

| November | November | November | November | November | November | November | November |
| Kw       | Mo       | Di       | Mi       | Do       | Fr       | Sa       | So       |
| -------- | -------- | -------- | -------- | -------- | -------- | -------- | -------- |
| 44       |          | 1        | 2        | 3        | 4        | 5        | 6        |
| 45       | 7        | 8        | 9        | 10       | 11       | 12       | 13       |
| 46       | 14       | 15       | 16       | 17       | 18       | 19       | 20       |
| 47       | 21       | 22       | 23       | 24       | 25       | 26       | 27       |
| 48       | 28       | 29       | 30       |          |          |          |          |

| Dezember | Dezember | Dezember | Dezember | Dezember | Dezember | Dezember | Dezember |
| Kw       | Mo       | Di       | Mi       | Do       | Fr       | Sa       | So       |
| -------- | -------- | -------- | -------- | -------- | -------- | -------- | -------- |
| 48       |          |          |          | 1        | 2        | 3        | 4        |
| 49       | 5        | 6        | 7        | 8        | 9        | 10       | 11       |
| 50       | 12       | 13       | 14       | 15       | 16       | 17       | 18       |
| 51       | 19       | 20       | 21       | 22       | 23       | 24       | 25       |
| 52       | 26       | 27       | 28       | 29       | 30       | 31       |          |

| Januar | Januar | Januar | Januar | Januar | Januar | Januar | Januar |
| Kw     | Mo     | Di     | Mi     | Do     | Fr     | Sa     | So     |
| ------ | ------ | ------ | ------ | ------ | ------ | ------ | ------ |
| 52     |        |        |        |        |        | 1      | 2      |
| 1      | 3      | 4      | 5      | 6      | 7      | 8      | 9      |
| 2      | 10     | 11     | 12     | 13     | 14     | 15     | 16     |
| 3      | 17     | 18     | 19     | 20     | 21     | 22     | 23     |
| 4      | 24     | 25     | 26     | 27     | 28     | 29     | 30     |
| 5      | 31     |        |        |        |        |        |        |

| Februar | Februar | Februar | Februar | Februar | Februar | Februar | Februar |
| Kw      | Mo      | Di      | Mi      | Do      | Fr      | Sa      | So      |
| ------- | ------- | ------- | ------- | ------- | ------- | ------- | ------- |
| 5       |         | 1       | 2       | 3       | 4       | 5       | 6       |
| 6       | 7       | 8       | 9       | 10      | 11      | 12      | 13      |
| 7       | 14      | 15      | 16      | 17      | 18      | 19      | 20      |
| 8       | 21      | 22      | 23      | 24      | 25      | 26      | 27      |
| 9       | 28      |         |         |         |         |         |         |

| März | März | März | März | März | März | März | März |
| Kw   | Mo   | Di   | Mi   | Do   | Fr   | Sa   | So   |
| ---- | ---- | ---- | ---- | ---- | ---- | ---- | ---- |
| 9    |      | 1    | 2    | 3    | 4    | 5    | 6    |
| 10   | 7    | 8    | 9    | 10   | 11   | 12   | 13   |
| 11   | 14   | 15   | 16   | 17   | 18   | 19   | 20   |
| 12   | 21   | 22   | 23   | 24   | 25   | 26   | 27   |
| 13   | 28   | 29   | 30   | 31   |      |      |      |

| April | April | April | April | April | April | April | April |
| Kw    | Mo    | Di    | Mi    | Do    | Fr    | Sa    | So    |
| ----- | ----- | ----- | ----- | ----- | ----- | ----- | ----- |
| 13    |       |       |       |       | 1     | 2     | 3     |
| 14    | 4     | 5     | 6     | 7     | 8     | 9     | 10    |
| 15    | 11    | 12    | 13    | 14    | 15    | 16    | 17    |
| 16    | 18    | 19    | 20    | 21    | 22    | 23    | 24    |
| 17    | 25    | 26    | 27    | 28    | 29    | 30    |       |

| Mai | Mai | Mai | Mai | Mai | Mai | Mai | Mai |
| Kw  | Mo  | Di  | Mi  | Do  | Fr  | Sa  | So  |
| --- | --- | --- | --- | --- | --- | --- | --- |
| 17  |     |     |     |     |     |     | 1   |
| 18  | 2   | 3   | 4   | 5   | 6   | 7   | 8   |
| 19  | 9   | 10  | 11  | 12  | 13  | 14  | 15  |
| 20  | 16  | 17  | 18  | 19  | 20  | 21  | 22  |
| 21  | 23  | 24  | 25  | 26  | 27  | 28  | 29  |
| 22  | 30  | 31  |     |     |     |     |     |

| Juni | Juni | Juni | Juni | Juni | Juni | Juni | Juni |
| Kw   | Mo   | Di   | Mi   | Do   | Fr   | Sa   | So   |
| ---- | ---- | ---- | ---- | ---- | ---- | ---- | ---- |
| 22   |      |      | 1    | 2    | 3    | 4    | 5    |
| 23   | 6    | 7    | 8    | 9    | 10   | 11   | 12   |
| 24   | 13   | 14   | 15   | 16   | 17   | 18   | 19   |
| 25   | 20   | 21   | 22   | 23   | 24   | 25   | 26   |
| 26   | 27   | 28   | 29   | 30   |      |      |      |

| Juli | Juli | Juli | Juli | Juli | Juli | Juli | Juli |
| Kw   | Mo   | Di   | Mi   | Do   | Fr   | Sa   | So   |
| ---- | ---- | ---- | ---- | ---- | ---- | ---- | ---- |
| 26   |      |      |      |      | 1    | 2    | 3    |
| 27   | 4    | 5    | 6    | 7    | 8    | 9    | 10   |
| 28   | 11   | 12   | 13   | 14   | 15   | 16   | 17   |
| 29   | 18   | 19   | 20   | 21   | 22   | 23   | 24   |
| 30   | 25   | 26   | 27   | 28   | 29   | 30   | 31   |

| August | August | August | August | August | August | August | August |
| Kw     | Mo     | Di     | Mi     | Do     | Fr     | Sa     | So     |
| ------ | ------ | ------ | ------ | ------ | ------ | ------ | ------ |
| 31     | 1      | 2      | 3      | 4      | 5      | 6      | 7      |
| 32     | 8      | 9      | 10     | 11     | 12     | 13     | 14     |
| 33     | 15     | 16     | 17     | 18     | 19     | 20     | 21     |
| 34     | 22     | 23     | 24     | 25     | 26     | 27     | 28     |
| 35     | 29     | 30     | 31     |        |        |        |        |

| September | September | September | September | September | September | September | September |
| Kw        | Mo        | Di        | Mi        | Do        | Fr        | Sa        | So        |
| --------- | --------- | --------- | --------- | --------- | --------- | --------- | --------- |
| 35        |           |           |           | 1         | 2         | 3         | 4         |
| 36        | 5         | 6         | 7         | 8         | 9         | 10        | 11        |
| 37        | 12        | 13        | 14        | 15        | 16        | 17        | 18        |
| 38        | 19        | 20        | 21        | 22        | 23        | 24        | 25        |
| 39        | 26        | 27        | 28        | 29        | 30        |           |           |

| Oktober | Oktober | Oktober | Oktober | Oktober | Oktober | Oktober | Oktober |
| Kw      | Mo      | Di      | Mi      | Do      | Fr      | Sa      | So      |
| ------- | ------- | ------- | ------- | ------- | ------- | ------- | ------- |
| 39      |         |         |         |         |         | 1       | 2       |
| 40      | 3       | 4       | 5       | 6       | 7       | 8       | 9       |
| 41      | 10      | 11      | 12      | 13      | 14      | 15      | 16      |
| 42      | 17      | 18      | 19      | 20      | 21      | 22      | 23      |
| 43      | 24      | 25      | 26      | 27      | 28      | 29      | 30      |
| 44      | 31      |         |         |         |         |         |         |

| November | November | November | November | November | November | November | November |
| Kw       | Mo       | Di       | Mi       | Do       | Fr       | Sa       | So       |
| -------- | -------- | -------- | -------- | -------- | -------- | -------- | -------- |
| 44       |          | 1        | 2        | 3        | 4        | 5        | 6        |
| 45       | 7        | 8        | 9        | 10       | 11       | 12       | 13       |
| 46       | 14       | 15       | 16       | 17       | 18       | 19       | 20       |
| 47       | 21       | 22       | 23       | 24       | 25       | 26       | 27       |
| 48       | 28       | 29       | 30       |          |          |          |          |

| Dezember | Dezember | Dezember | Dezember | Dezember | Dezember | Dezember | Dezember |
| Kw       | Mo       | Di       | Mi       | Do       | Fr       | Sa       | So       |
| -------- | -------- | -------- | -------- | -------- | -------- | -------- | -------- |
| 48       |          |          |          | 1        | 2        | 3        | 4        |
| 49       | 5        | 6        | 7        | 8        | 9        | 10       | 11       |
| 50       | 12       | 13       | 14       | 15       | 16       | 17       | 18       |
| 51       | 19       | 20       | 21       | 22       | 23       | 24       | 25       |
| 52       | 26       | 27       | 28       | 29       | 30       | 31       |          |

## Ereignisse

### Politik und Weltgeschehen

#### Schweizer Habsburgerkriege

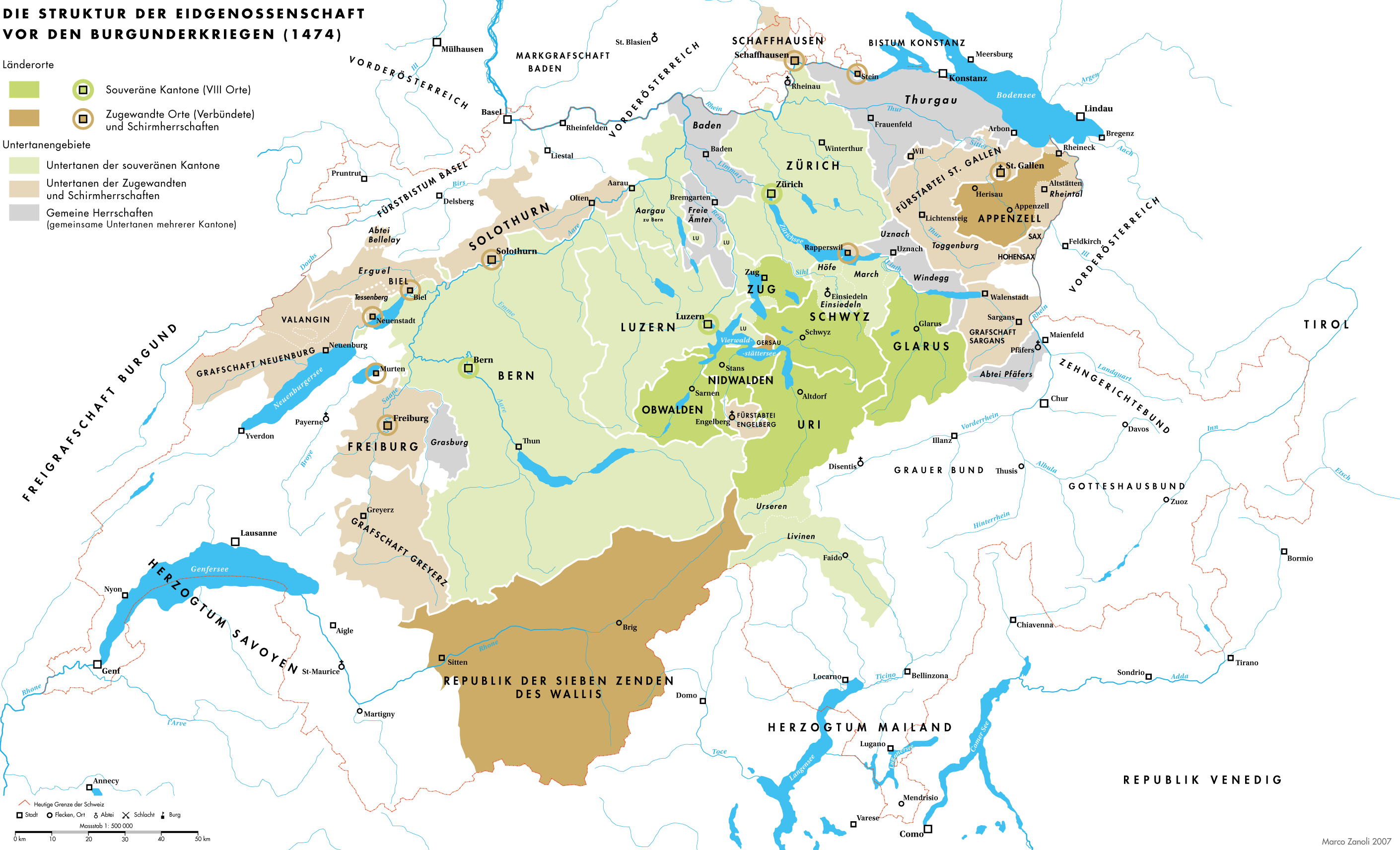
Die Eidgenossenschaft 1474

- 30. März: Mit der Ewigen Richtung, einem unter Vermittlung des französischen Königs Ludwig XI. zustandegekommenen Vertrag der Acht Alten Orte mit Sigismund von Tirol werden die seit 1291 andauernden militärischen Auseinandersetzungen zwischen der Eidgenossenschaft und dem Haus Habsburg vorläufig beendet.

#### Burgunderkriege

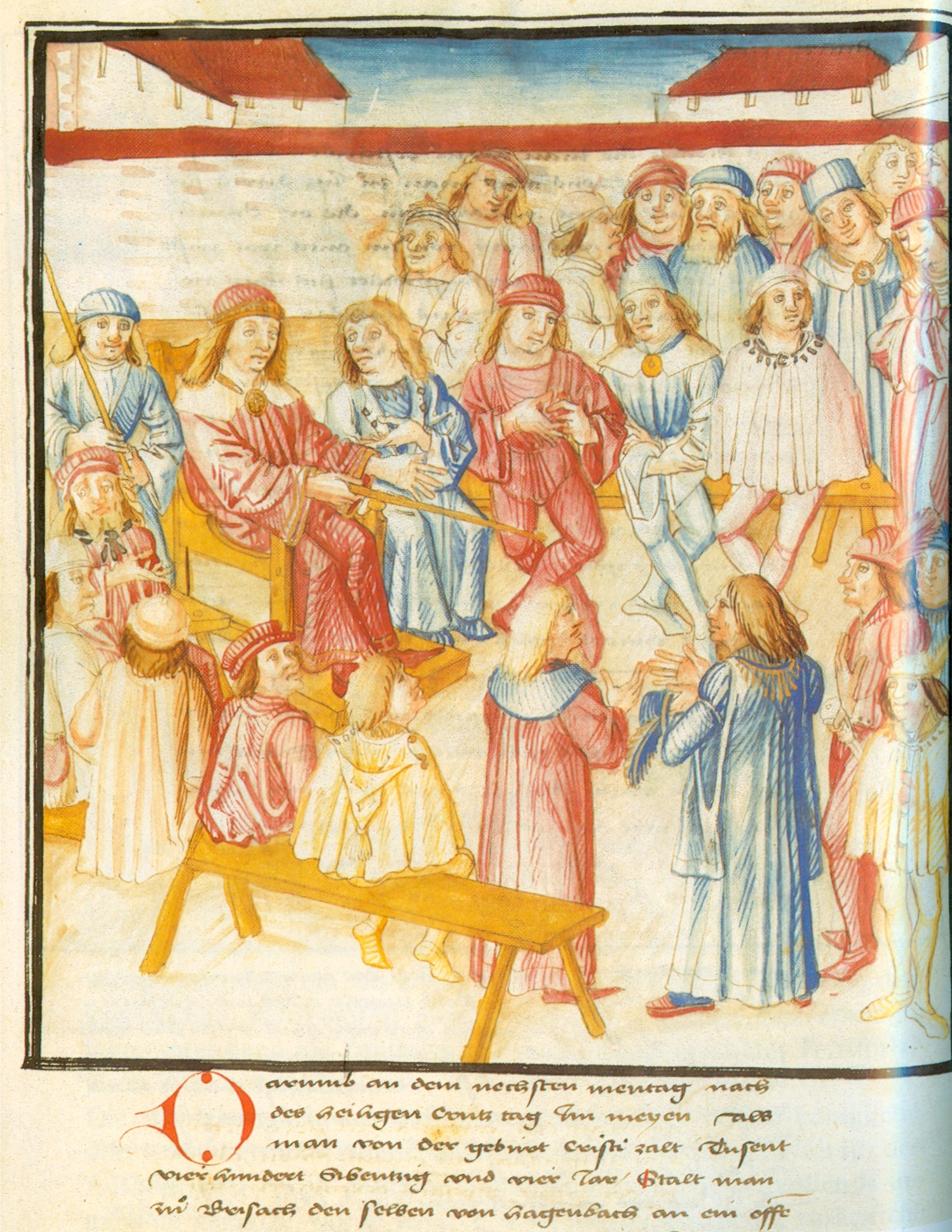
Hagenbach vor Gericht
Berner Chronik Diebold Schillings des Älteren

- 9. Mai: Der Sturz und die Hinrichtung des burgundischen Landvogts Peter von Hagenbach in den vorderösterreichischen Pfandlanden am Niederrhein löst die Burgunderkriege aus.
- 13. November: In der Schlacht bei Héricourt siegen die Eidgenossen über den burgundischen Herzog Karl den Kühnen und sein Heer. Bern und Freiburg wenden sich jetzt gegen das mit Burgund verbündete Herzogtum Savoyen unter Jolande von Frankreich, die für ihren minderjährigen Sohn Philibert I. die Regentschaft führt.

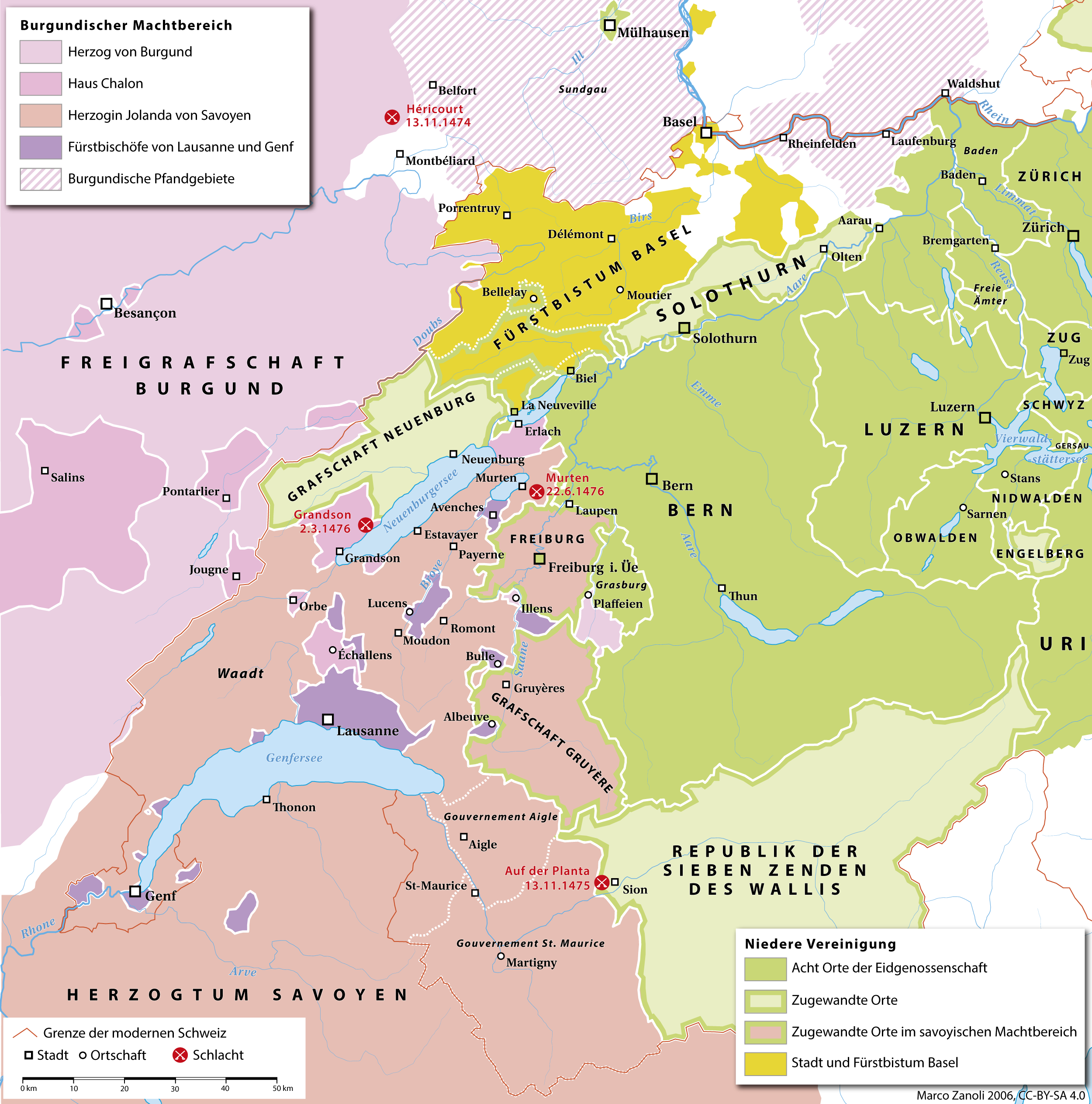
Die Burgunderkriege 1474 bis 1477

#### Kölner Stiftsfehde

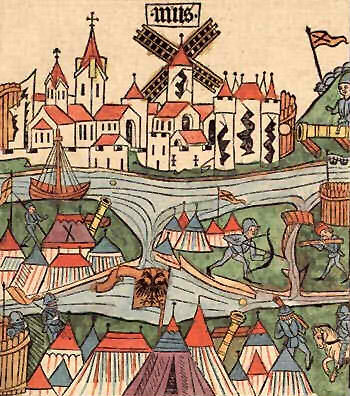
Die Belagerung von Neuss von Conradius Pfettisheim

- 29. Juli: Eine burgundische Armee unter Karl dem Kühnen, den Erzbischof Ruprecht von der Pfalz in der Kölner Stiftsfehde zu Hilfe gerufen hat, beginnt mit der Belagerung von Neuss.

#### Hansisch-Englischer Krieg
- Zur Beendigung des 1469 begonnenen Hansisch-Englischen Krieges schließen die Hanse und England in Utrecht den Frieden von Utrecht, nachdem eine hansische Flotte die Ostküste Englands verheert hat. Die Hanse erlangt ihre Rechte und Privilegien in England wieder, erhält den Stalhof und ihre Niederlassungen in Boston und Lynn zurück und wird mit 10 000 englischen Pfund entschädigt. Das Ergebnis fördert auf Jahre den Tuchhandel der hansischen Städte. Für das durch die Rosenkriege krisengeschüttelte Königreich England unter König Eduard IV. wird die Sicherheit des Seeverkehrs wiederhergestellt.

#### Weitere Ereignisse im Reich

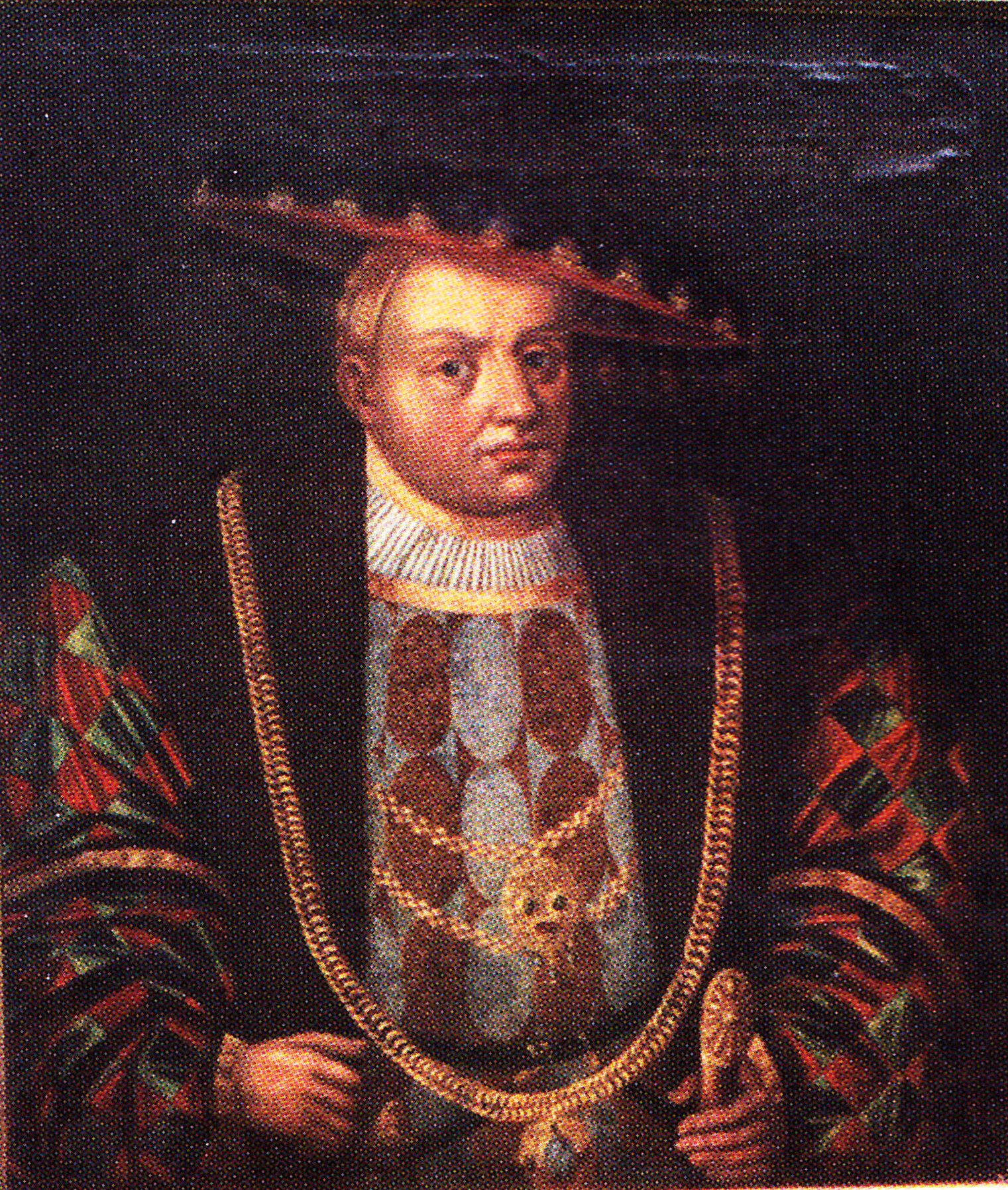
Bogislaw X.

- 5. Juli: Bogislaw X. folgt seinem verstorbenen Vater Erich II. als Herzog von Pommern-Wolgast.
- Das Herzogtum Holstein entsteht aus der norddeutschen Grafschaft Holstein-Rendsburg, als der dänische König Christian I., der in Personalunion auch Herzog von Schleswig und Graf von Holstein-Rendsburg ist, beim Römischen Kaiser Friedrich III. die Erhebung Holstein-Rendsburgs zum unmittelbaren Reichslehen Holstein erreicht und selbst mit dem neu entstandenen Herzogtum belehnt wird.

#### Weitere Ereignisse in Europa

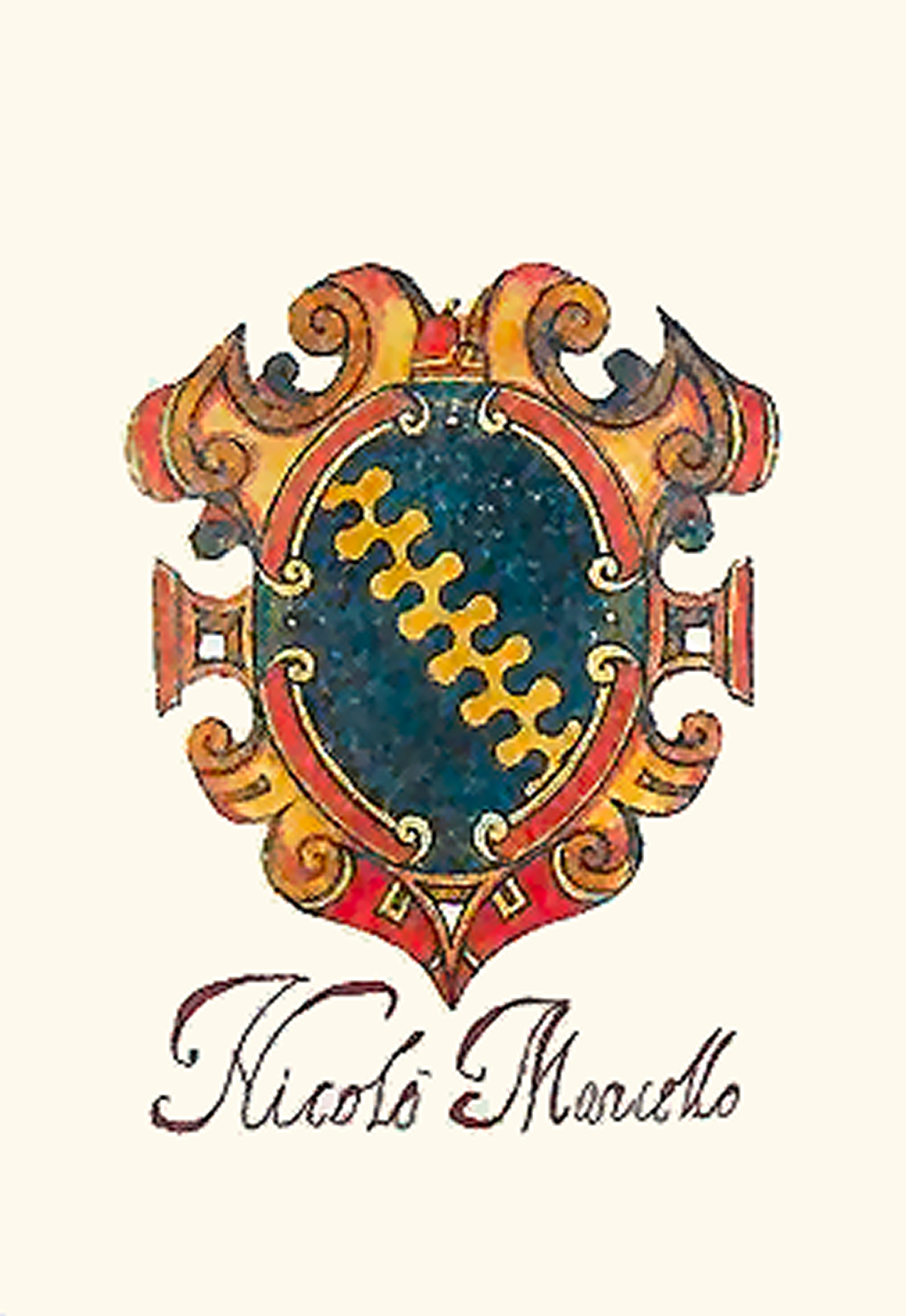
Wappen Nicolò Marcellos

- 1. Dezember: Nicolò Marcello, 69. Doge der Republik Venedig, stirbt. Sein Nachfolger wird im zweiten Anlauf Pietro Mocenigo, einer der erfolgreichsten Kriegshelden der Republik.
- 13. Dezember: Von ihrer Residenz Alcázar von Segovia bricht Isabella I. auf, um sich in der Stadt Segovia zur Königin Kastiliens proklamieren zu lassen.

#### Urkundliche Ersterwähnungen
- Erste urkundliche Erwähnung von Rüttenen  als Rüti

### Wirtschaft

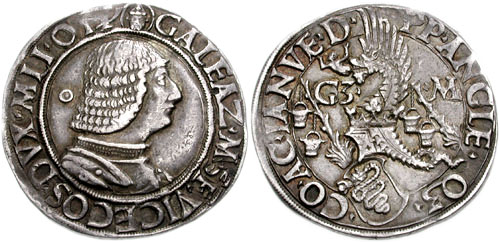
Testone des Galeazzo Maria Sforza

- Im Herzogtum Mailand wird unter Herzog Galeazzo Maria Sforza erstmals die Silbermünze Testone nach dem Vorbild der venezianischen Lira Tron geprägt.
- In Venedig wird das weltweit erste Patentgesetz erlassen.
- Im niederbayerischen Pfeffenhausen erhält der Tafnerhof, die Geburtsstätte der Brauerei Pöllinger, das Schank- und Braurecht.

### Wissenschaft und Technik
- König Ferdinand I. von Sizilien, ein unehelicher Sohn von König Alfons V. von Aragonien, ersucht am 13. Dezember Papst Sixtus IV., eine seit dem 12. Jahrhundert in Saragossa bestehende Klosterhochschule per päpstlicher Bulle als Universität anzuerkennen, was dieser im Jahr 1476 tut. Trotzdem erfolgt die formale Gründung der Universität Saragossa erst am 10. September 1542.

### Kultur
- 31. Januar: Der Rat der Stadt Bern und Schultheiss Adrian I. von Bubenberg erteilen an Diebold Schilling den Älteren den Auftrag für eine Berner Chronik.

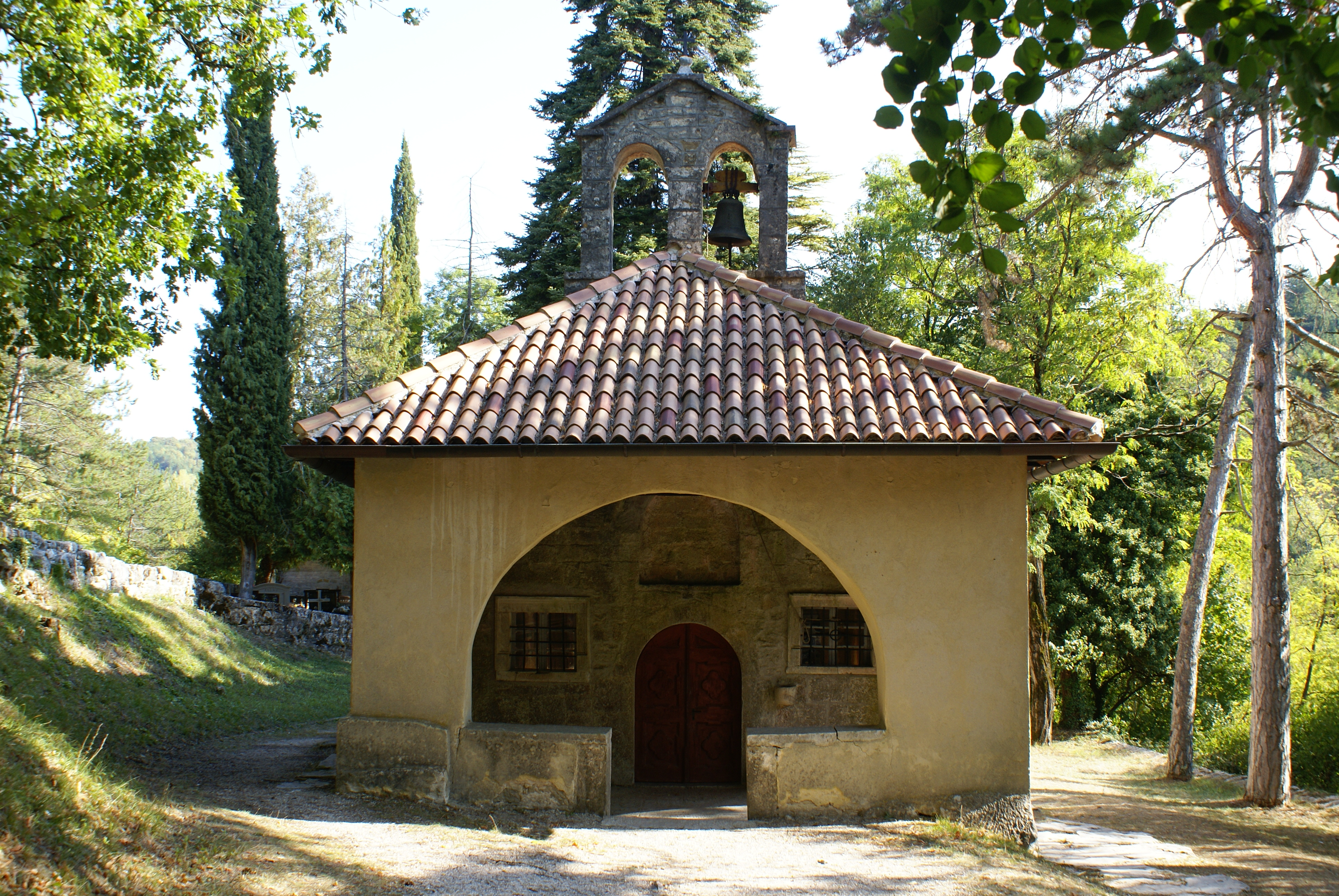
Kirche Maria im Fels

- Vincent aus Kastav malt 46 gotische Fresken in der Wallfahrtskirche Maria im Fels in der Nähe der kroatischen Ortschaft Beram.
- Bartolomeo Platina verfasst in Venedig das Haushaltsbuch De honesta valuptate et valitudine (Von der Eehrlichen, zimlichen, auch erlaubten Wollust des leibs), das in den folgenden Jahren in zahlreiche Sprachen übersetzt wird und sich zum ersten „Kochbuch-Bestseller“ der Renaissance entwickelt. Es basiert auf den Kochrezepten des Leibkochs des Bischofs von Aquileia.

### Religion
- Das irische Kloster Donegal wird als Haus der reformierten Franziskaner gegründet.

## Geboren

### Geburtsdatum gesichert
- 21. März: Angela Merici, Gründerin des Ursulinen-Ordens († 1540)
- 08. April: Elisabeth von Brandenburg, Gräfin von Henneberg († 1507)
- 18. Mai: Isabella d’Este, eine der wichtigsten Personen in der Kultur und Politik der italienischen Renaissance († 1539)
- 06. September: Artus Gouffier de Boisy, französischer Staatsmann, Großmeister von Frankreich († 1519)
- 08. September: Ludovico Ariosto, italienischer Renaissancedichter († 1533)
- 07. Oktober: Bernhard III., Markgraf von Baden-Baden († 1536)
- 13. Oktober: Mariotto Albertinelli, italienischer Maler († 1515)

### Genaues Geburtsdatum unbekannt
- Vincenzo Capirola, italienischer Lautenist und Komponist († nach 1548)
- Giulia Farnese, italienische Adelige und Mätresse von Papst Alexander VI. († 1524)
- Johann Laymann, deutscher Geistlicher († 1550)

## Gestorben

### Todesdatum gesichert
- 03. Januar: Pietro Riario, Kardinal der Römischen Kirche  (* 1445)
- 24. Januar: Anna von Lichtenberg, Erbtochter der Herrschaft Lichtenberg, Gräfin von Hanau-Babenhausen (* 1442)
- 02. Februar: Wenzel III. von Troppau, Herzog von Troppau und Steinau (* um 1445)
- 18. Februar: Katharina von Hoya, deutsche Äbtissin des Klosters Wienhausen (* 1412)
- 15. März: Heinrich II. von Borsselen, Generalrentmeister von Seeland (* vor 1409)
- 03. Mai: Alain IV. de Coëtivy, bretonischer Prälat, Bischof von Avignon (* 1407)
- 09. Mai: Peter von Hagenbach, burgundischer Vogt im Elsass/Breisgau (hingerichtet) (* um 1420)
- 24. Mai: Adolf X., Graf von Holstein-Pinneberg (* 1419)
- 05. Juli: Erich II., Herzog von Pommern-Wolgast, Hinterpommern und Stettin (* 1425)
- 09. Juli: Isotta degli Atti, italienische Fürstin (* 1432/1433)
- 18. Juli: Mahmud Pascha, Großwesir des Osmanischen Reichs (hingerichtet)
- 07. August: Wilhelm von Blankenfelde, Berliner Bürgermeister (* um 1400)
- 15. August: Johann Lüneburg, Lübecker Kaufmann, Ratsherr und Mitglied der Zirkelgesellschaft (* um 1420)
- 18. September: Hermann III. von Breitenlandenberg, Bischof von Konstanz (* 1410)
- 21. September: Georg I., Fürst von Anhalt-Zerbst (* um 1390)
- 27. November: Guillaume Dufay, franco-flämischer Komponist, Sänger und Musiktheoretiker (* 1397)

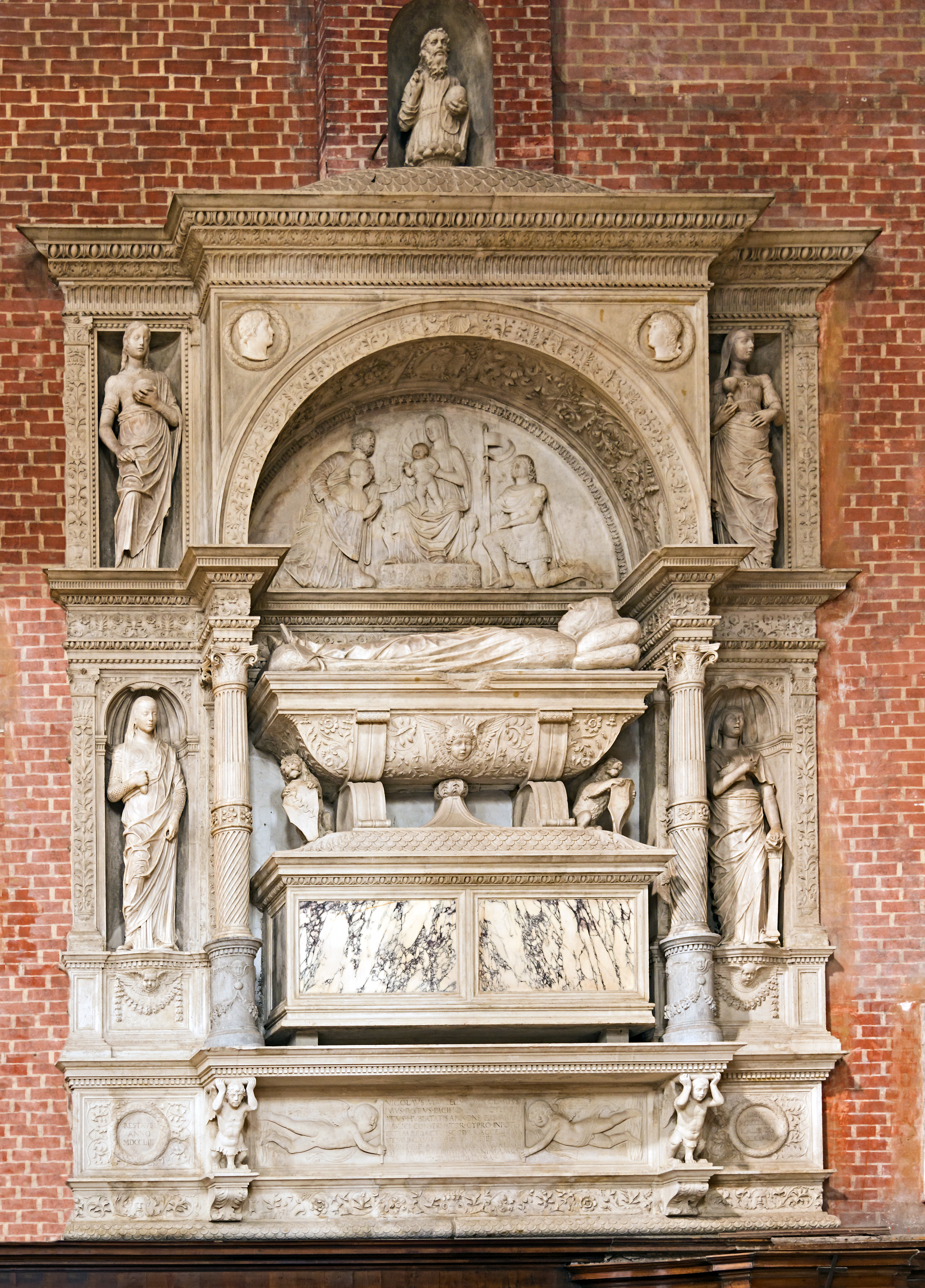
Grabmal Nicolò Marcellos in San Zanipolo in Venedig

- 01. Dezember: Nicolò Marcello, Doge von Venedig (* um 1399)
- 11. Dezember: Heinrich IV., König von Kastilien und León (* 1425)
- 13. Dezember: Burkard II. Scheel, Abt des Zisterzienserklosters in Ebrach
- 16. Dezember: ʿAlāʾ ad-Dīn ʿAlī ibn Muhammad al-Quschdschī, türkischer oder persischer Astronom, Mathematiker und Theologe (* 1403)

### Genaues Todesdatum unbekannt
- Apel Vitzthum der Ältere zu Roßla, sächsischer Ritter (* um 1400)
- John Bourchier, 1. Baron Berners, englischer Adeliger und Peer (* um 1400)
- Hektor von Watt, Schweizer Bürgermeister (* um 1420)
- Jakob III., König von Zypern (* 1473)
- Johann VI., Herzog zu Mecklenburg (* 1439)
- Jost Schilder, Steinmetz und Dombaumeister in Frankfurt am Main